# RaeLynn

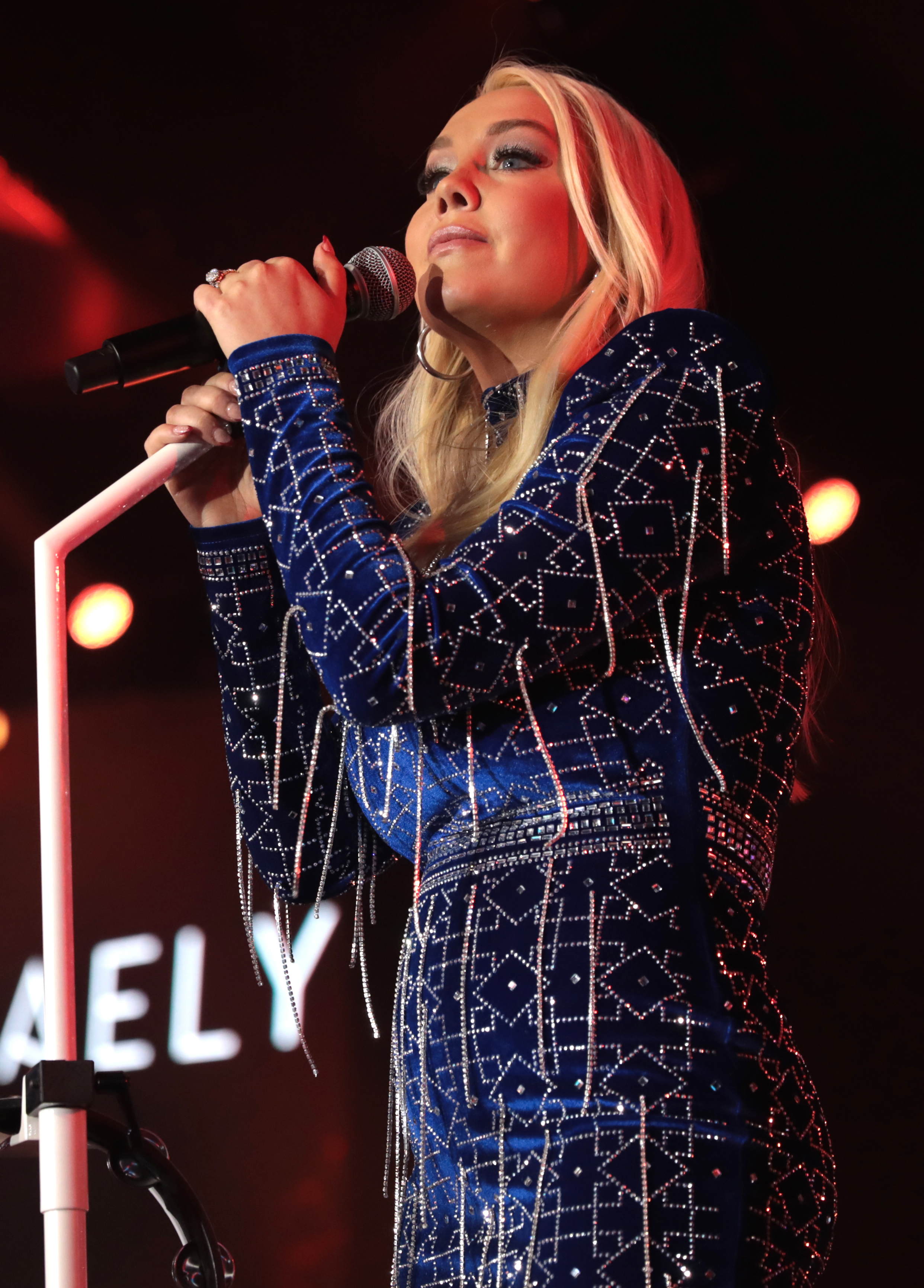
RaeLynn, 2021

RaeLynn (* 4. Mai 1994 in Baytown, Texas als Racheal Lynn Woodward) ist eine US-amerikanische Country-Sängerin und Songschreiberin.

## Karriere
Erste musikalische Erfahrungen machte sie in einem Kirchenchor. Mit 13 Jahren lernte sie Schlagzeug zu spielen und ihre ersten Songs zu schreiben. 2012 nahm sie als Kandidatin an der zweiten Staffel von The Voice USA teil. Als Mitglied des Teams von Blake Shelton schied sie im Viertelfinale aus.
2012 veröffentlichte RayLynn mit Boyfriend ihre erste Single. Der Titel erreichte Platz 32 in den Country-Charts. Als Background-Sängerin sang sie 2013 für Shelton bei dem Titel Boys ’Round Here. 2014 veröffentlichte sie die Single God Made Girls, die Platz 7 in den Country- und Platz 61 in den Pop-Charts erreichte.
Die Musikzeitschrift Rolling Stone listet ihr 2017 erschienenes Album WildHorse auf Platz 28 der besten Alben des Jahres. Es folgten 2017 ein Gastauftritt in der Folge Til I Can Make It on My Own der Fernsehserie Nashville sowie 2020 eine Rolle in dem Fernsehfilm A Nashville Christmas Carol.

## Privates
Im Februar 2016 heiratete RaeLynn in Nashville den Finanzberater Joshua Davis. Am 8. September 2021 kam eine gemeinsame Tochter zur Welt.
| Show                     | Lied                           | Originalinterpret | Startnummer |
| ------------------------ | ------------------------------ | ----------------- | ----------- |
| Blind Audition           | Hell on Heels                  | Pistol Annies     | 1           |
| Battle-Runde             | Free Fallin’ (vs. Adley Stump) | Tom Petty         | 2           |
| Live-Show                | Wake Up Call                   | Maroon 5          | 3           |
| Viertelfinale            | She's Country                  | Jason Aldean      | 1           |
| Last Chance Performances | If I Die Young                 | The Band Perry    | 4           |

## Diskografie

### Singles
| Jahr | Titel Album               | Höchstplatzierung, Gesamtwochen, AuszeichnungChartplatzierungen (Jahr, Titel, Album, Platzierungen, Wochen, Auszeichnungen, Anmerkungen) | Höchstplatzierung, Gesamtwochen, AuszeichnungChartplatzierungen (Jahr, Titel, Album, Platzierungen, Wochen, Auszeichnungen, Anmerkungen) | Höchstplatzierung, Gesamtwochen, AuszeichnungChartplatzierungen (Jahr, Titel, Album, Platzierungen, Wochen, Auszeichnungen, Anmerkungen) | Anmerkungen |
| Jahr | Titel Album               | US | Country | CA | Anmerkungen |
| ---- | ------------------------- | --- | --- | --- | ----------- |
| 2012 | Boyfriend                 | US—US | Country32 (1 Wo.)Country | CA92 (1 Wo.)CA |             |
| 2014 | Buzzin'                   | US—US | Country44 (1 Wo.)Country | CA100 (1 Wo.)CA |             |
| 2014 | God Made Girls            | US61 Platin · (16 Wo.)US | Country7 (29 Wo.)Country | CA100 (1 Wo.)CA |             |
| 2015 | For a Boy                 | US—US | Country32 (8 Wo.)Country | CA—CA |             |
| 2015 | Always Sing               | US—US | Country—Country | CA—CA |             |
| 2016 | Love Triangle             | US— GoldUS | Country27 (29 Wo.)Country | CA—CA |             |
| 2017 | Lonely Call               | US—US | Country50 (1 Wo.)Country | CA—CA |             |
| 2018 | Queens Don't              | US—US | Country40 (3 Wo.)Country | CA—CA |             |
| 2022 | I Love My Hometown        | US—US | Country—Country | CA—CA |             |
| 2022 | Raisin' Me A Country Girl | US—US | Country—Country | CA—CA |             |

### Alben
| Jahr | Titel     | Höchstplatzierung, Gesamtwochen, AuszeichnungChartplatzierungen (Jahr, Titel, Platzierungen, Wochen, Auszeichnungen, Anmerkungen) | Höchstplatzierung, Gesamtwochen, AuszeichnungChartplatzierungen (Jahr, Titel, Platzierungen, Wochen, Auszeichnungen, Anmerkungen) | Höchstplatzierung, Gesamtwochen, AuszeichnungChartplatzierungen (Jahr, Titel, Platzierungen, Wochen, Auszeichnungen, Anmerkungen) | Anmerkungen |
| Jahr | Titel     | US | Country | CA | Anmerkungen |
| ---- | --------- | --- | --- | --- | ----------- |
| 2015 | Me        | US43 (1 Wo.)US | Country7 (6 Wo.)Country | CA—CA |             |
| 2017 | WildHorse | US9 (3 Wo.)US | Country1 (5 Wo.)Country | CA36 (1 Wo.)CA |             |
| 2018 | Origins   | US—US | Country—Country | CA—CA |             |
| 2021 | Baytown   | US—US | Country—Country | CA—CA |             |